# Billie Jean
〈Billie Jean〉은 미국의 가수 마이클 잭슨의 노래로, 에픽 레코드가 1983년 1월 2일 잭슨의 여섯 번째 스튜디오 음반인 《Thriller》의 두 번째 싱글로 발매했다. 이 곡은 잭슨이 작사, 작곡하고 잭슨과 퀸시 존스가 프로듀싱했다. 〈Billie Jean〉은 포스트 디스코, 알앤비, 펑크, 댄스 팝을 혼합한 것이다. 이 가사는 서술자가 그녀의 갓 태어난 아들의 아버지라고 주장하는 한 여성 빌리 진을 묘사하고 있는데, 그는 이를 부인하고 있다. 잭슨은 그 가사가 그가 잭슨 5로 그들과 함께 투어를 했을 때 그의 형들에 대한 그룹들의 주장에 바탕을 두고 있다고 말했다.
〈Billie Jean〉은 빌보드 핫 100에서 1위에 올랐고, 3주 만에 빌보드 핫 블랙 싱글 차트에서 1위를 차지했으며, 잭슨은 1970년 〈ABC〉, 〈The Love You Save〉, 〈I'll Be There〉 이후 가장 빠르게 1위를 차지했고, 이 모든 것을 잭슨 5의 멤버로 녹음했다. 《빌보드》는 그것을 1983년 2위로 선정하였다. 〈Billie Jean〉은 미국 음반 산업 협회로부터 6배 플래티넘 인증을 받았다. 이 곡은 전 세계적으로 천만 장 이상 팔려 역대 가장 많이 팔린 싱글 중 하나가 되었다. 이는 영국, 캐나다, 프랑스, 스위스, 벨기에에서도 1위를 차지했고 다른 많은 나라에서도 톱 10에 진입했다. 〈Billie Jean〉은 1983년 베스트셀러 싱글 중 하나로, 《Thriller》가 역대 베스트셀러 음반이 되도록 도왔고, 잭슨의 베스트셀러 솔로 싱글이 되도록 도왔다.
잭슨의 TV 스페셜 《Motown 25: Yesterday, Today, Forever》에서 〈Billie Jean〉 퍼포먼스는 갈채를 받았고 에미상 후보에 올랐다. 그것은 문워크와 하얀색 사인 글러브를 포함한 많은 잭슨의 사인을 소개했고 널리 모방되었다. 스티브 배런이 감독한 〈Billie Jean〉 뮤직 비디오는 흑인 아티스트가 최초로 MTV에서 큰 로테이션으로 방영한 비디오였다. 다른 스릴러용 비디오들과 함께, 그것은 MTV의 문화적 중요성을 확립하고 뮤직 비디오를 대중 음악 마케팅의 필수적인 부분으로 만드는데 도움을 주었다. 〈Billie Jean〉의 베이스가 주력으로 하는 예비 편곡은 한 비평가가 "날렵한 포스트 소울 팝 음악"이라고 부르는 것을 개척하는 데 도움을 주었다. 그것은 또한 잭슨의 후기 음악의 트레이드 마크인 편집증적인 서정적 스타일을 도입했다.
〈Billie Jean〉은 두 개의 그래미 어워드과 한 개의 아메리칸 뮤직 어워드를 포함한 영예를 안았다. 《롤링 스톤》과 MTV가 2000년에 집계한 목록에서, 이 노래는 1963년 이후 6번째로 위대한 팝송으로 선정되었다. 2004년에 《롤링 스톤》은 역사상 가장 위대한 노래 500곡 중 58위에 올랐고 로큰롤 명예의 전당에 포함되었다. 잡지 여론조사에서 역대 최고의 곡으로 자주 이름을 올린 〈Billie Jean〉은 BBC 라디오 2 청취자들에 의해 역대 최고의 댄스 음반으로 선정되었다.

## 배경
잭슨은 〈Billie Jean〉이 자신과 그의 형제들이 잭슨 5로 공연할 때 만났던 그룹들에 바탕을 두고 있다고 말했다. "그들은 무대 뒤 문에서 서성거리거나 마을에 오는 밴드라면 누구라도 관계를 맺을 것입니다. 저는 어렸을 때 형제들과 함께 했던 경험을 바탕으로 이 곡을 썼다고 생각합니다. 빌리 청바지가 많이 있었어요. 모든 소녀들은 자기 아들이 제 형제 중 한 명과 친척 관계라고 주장했어요."
잭슨의 전기 작가 J. 랜디 타라보렐리에 따르면, 〈Billie Jean〉은 잭슨이 1981년 자신의 쌍둥이 중 한 명의 아버지라고 주장하는 한 여성으로부터 받은 편지에서 영감을 받았다고 한다. 이런 종류의 편지를 정기적으로 받은 잭슨은 그 여자를 만난 적도 없고 그런 주장들을 무시했다. 하지만 그녀는 그를 사랑하고 그와 함께 있고 싶다는 내용의 편지를 계속해서 보내면서 그가 어떻게 자신의 혈육을 무시할 수 있는지 물어보았다. 그 편지는 악몽을 꿀 정도로 그를 불안하게 했다.
결국, 잭슨은 그 팬의 사진, 총, 그리고 특정 시간에 죽으라는 편지를 담은 소포를 받았다. 그 팬은 일단 그녀가 "그들의" 아기를 죽이고 나서 자신도 똑같이 따라 해서 다음 생에 그들이 함께 있을 수 있도록 하겠다고 했다. 어머니에게 실망스럽게도, 잭슨은 그 여성의 사진을 액자에 넣어 그들의 가족 집의 식당 테이블 위에 걸어두었다. 잭슨 가족은 나중에 그 팬이 정신병원으로 보내졌다는 것을 발견했다.

## 제작
잭슨은 〈Billie Jean〉이 그가 쓰고 있을 때 성공할 것이라고 느꼈다고 말했다. "음악가는 히트 소재를 알고 있습니다. 모든 게 제대로 느껴져야 해요 그것은 여러분을 만족시키고 기분을 좋게 해줍니다. 그게 '빌리 진'에 대한 제 느낌이었어요. 제가 쓸 때는 이게 클 줄 알았어요." 차를 타고 있을 때 머릿속에서 그 소리를 들은 그는 지나가는 오토바이 운전자가 알려주기 전까지 차에 불이 났다는 것을 몰랐다고 설명했다.
잭슨은 이 곡에 대해 프로듀서인 퀸시 존스와 동의하지 않았다. 몇몇 보도에 따르면, 존스는 《Thriller》에 포함되기에는 너무 약하다고 느꼈지만, 존스는 이것을 부인했다. 존스는 데모를 싫어했고 베이스라인을 좋아하지 않았고 잭슨의 29초짜리 소개를 줄이고 싶어했다. 그러나 잭슨은 그것이 유지되어야 한다고 주장했다. 존스에 따르면, 잭슨이 춤을 추고 싶게 만들었다고 말했을 때, "그리고 마이클 잭슨이 '그게 내가 춤을 추고 싶게 만드는 거야'라고 당신에게 말할 때, 음, 우리는 그냥 입 다물기만 하면 돼요."
존스는 또한 사람들이 이 노래가 테니스 선수 빌리 진 킹을 지칭한다고 생각하기 때문에 이 제목을 〈Not My Lover〉로 바꾸고 싶어했다. 잭슨은 타이틀 변경을 거부했고 존스가 완제품이 그의 데모와 거의 비슷하다고 느꼈기 때문에 그에게 트랙의 공동 제작 크레딧을 줄 것을 요청했다. 게다가 잭슨은 추가 로열티를 원했다. 존스는 그에게 어느 것도 허락하지 않았고 두 사람은 며칠 동안 사이가 틀어졌다.
존스는 잭슨이 6피트 길이의 판지 튜브를 통해 그의 목소리를 더빙하도록 했다. 잭슨의 리드 보컬은 단번에 연주되었다. 그는 그 곡의 제작 내내 매일 아침 보컬 훈련을 받았었다. 재즈 색소폰 연주자 톰 스콧은 전자 관악기인 리리콘을 연주했다. 베이시스트인 루이스 존슨은 잭슨이 야마하 베이스에 정착하기 전까지 그가 소유한 모든 베이스 기타를 연주했다.

## 펩시 광고
1984년에 펩시는 잭슨 5의 Victory Tour를 후원했다. 그 답례로 마이클과 그의 형제들은 이 회사의 두 광고에 출연하기로 되어 있었다. 잭슨은 그 광고를 위해 〈Billie Jean〉을 다시 썼고 그것의 제목을 "펩시 세대"로 지었다. 이 노래는 광고의 공식적인 징글로 사용되었고 7인치 홍보 싱글로 발표되었다. 1984년 2월 시작된 "The Choose of a New Generation(새로운 세대의 선택)" 캠페인에는 프로그램과 7인치 싱글 음반을 발매한 1600명이 참석했다. 두 번째 광고를 촬영하는 동안 촬영장 뒷부분의 불꽃이 때이른 폭발로 잭슨의 머리카락이 타올랐다. 그 사건은 재건 수술을 필요로 했다. 이 광고는 그가 기록적인 8개의 상을 받은 날 밤 그래미 어워드에서 초연되었다.

## 곡 목록
미국 7인치 싱글
1. "Billie Jean"  – 4:54
2. "Can't Get Outta the Rain"  – 4:08

영국 7인치 싱글
1. "Billie Jean"  – 4:54
2. "It's the Falling in Love"  – 3:48

## 인증
| 국가                                                                                         | 인증        | 판매량/출하량 |
| -------------------------------------------------------------------------------------------- | ----------- | ------------- |
| 오스트레일리아 (ARIA)                                                                        | 플래티넘    | 70,000^       |
| 캐나다 (뮤직 캐나다)                                                                         | 2× 플래티넘 | 200,000^      |
| 덴마크 (IFPI Danmark)                                                                        | 2× 플래티넘 | 180,000       |
| 프랑스 (SNEP)                                                                                | 플래티넘    | 1,163,100     |
| 이탈리아 (FIMI)                                                                              | 플래티넘    | 50,000        |
| 멕시코 (AMPROFON)                                                                            | 플래티넘    | 60,000*       |
| 뉴질랜드 (RMNZ)                                                                              | 골드        | 10,000*       |
| 스페인 (PROMUSICAE)                                                                          | 골드        | 25,000^       |
| 영국 (BPI)                                                                                   | 2× 플래티넘 | 1,440,000     |
| 미국 (RIAA)                                                                                  | 플래티넘    | 1,000,000^    |
| 미국 (RIAA) Digital                                                                          | 5× 플래티넘 | 5,000,000     |
| 미국 (RIAA) Mastertone                                                                       | 골드        | 500,000*      |
| *판매량을 기반으로 한 인증 · ^출하량을 기반으로 한 인증 · 판매량+스트리밍을 기반으로 한 인증 |             |               |